# Тутуш I
Тутуш I (*д/н — 1095) — 1-й султан Сирійського султанату Сельджуків в 1092—1095 роках. Повне ім'я Абу-Саїд Тадж аль-Дау3ла тутуш ібн Алп-Арслан.

## Біографія

### Малік
Походив з династії Сельджукидів. Син Алп-Арслана, султана Великих Сельджуків. Про дату народження нічого невідомо. Перша згадка про нього сягає 1077 року. Тоді точилася війна між Фатімідським халіфатом і Сельджуцькою державою. Султан Малік-шах I змістив маліка Атсиза ібн Увака аль-Хорезмі, що зазнав поразки від Фатимидів й опинився в складній ситуації в Дамаску. Замість нього було призначено маліком (правителем) Сирії та Палестини Тутуша. За розпорядженням султана Тутушу був підпорядкований малік Мосула і досвідчений військовик Муслім ібн-Курейш.
Військо Тутуша вийшло з Халебу (Алеппо) й рушило на Дамаск. В результаті тривалих і запеклих боїв між сельджуцькими та фатимідськими військами, що відбувалися в околицях Дамаска, в місті лютував голод і епідемії. Чисельність населення скоротилася з 300 тисяч до 3 тисяч осіб. Зрештою Тутуш увійшов до Дамаска, заарештував і стратив Атсиза. Тутуш завершив зведення цитаделі Дамаска.
На початку 1080-х років спільно з Малік-шахом I вів бойові дії в північній Сирії і Південно-Східної Анатолії. 1080 року захоплено Баальбек і Рафанію. Того ж року мекканський шаріф Абул-Хашим ібн Мухаммед визнав його зверхність. У 1081 року було захоплено Тартус — важливий сирійський порт на узбережжі Середземного моря. У тому ж році після тривалої облоги сельджуки здобули місто Халеб (Алеппо), яке перед тим захопили огузи Абу-Саїда аль-Сункура аль-Хаджіба. 1083 року було здобуто місто Харан, 1084 року — Бітліс і Алхат, 1086 року — Аміда (Діярбакир) у Марванидів.
У 1085 році військ Сулеймана, султана Рума, вдерлися до Північної Сирії. Спочатку Тутуш не зумів достатньо організувати спротив. В результаті супротив захопив та пограбував місто Антіохію. Після цього Сулейман взяв в облогу Алеппо. Тут 1086 року відбулася вирішальна битва, в якій Тутуш завдав нищівної поразки Сулейману, який загинув у битві. Було захоплено сині султана Рума, який Тутуш доправив Малік-шаху.
У 1089 році проти Тутуша виступила Фатимидське військо, яке доволі швидко захопили міста Акру, Тир, Джубейл і Хімш. Тутуш, що втратив значну частину володінь, і розумів, що серйозна загроза нависла над Дамаском, звернувся по допомогу до Малік-шаха. 1090 року останній наказав емірам Едесси і Алеппо надати військову допомогу Тутушу. Об'єднані сили сельджуків і арабів, які визнавали владу багдадського халіфа, рушили до Хімшу. Місто здобули штурмом. Потім Тутуш опанував фортецею Акка і рушив до Триполі. Малік цього міста підтвердив свою лояльність Малік-шаху I, і Тутуш наприкінці 1091 року повернувся до Дамаска. Незабаром за цим захопив Хіджаз з містами Мекка і Медіна.

### Султан
У 1092 році після смерті брата Малік-шаха I оголосив себе султаном й незалежним володарем від Великих Сельджуків. Для цього відбулася відповідна церемонія в Алеппо. Невдовзі Тутуш I вирішив скористатися боротьбою за владу між своїми небожами Баркіяруком та Махмудом I.
1094 року Тутуш I рушив проти Баркіярука, намагаючись захопити всю Сельджуцьку імперію. Він завдав поразки військам Баркіярука під Гамаданом і захопив місто. На початку лютого 1095 року Тутуш I увійшов до Рея. 2 (або 26) лютого того ж року приблизно 100 км від Рея відбулася битва між Баркіяруком й Тутушем. Готуючись до цього бою, Баркіярук та його візир Мюєїд уль-Мульк змогли значно збільшити чисельність своїх військ. Битва завершилося поразкою Тутуша I, його полоном і стратою на полі бою. Після смерті Тутуша I держава Сирійський султанат Сельджуків розпався — султаном Дамаску став Радван, а Алеппо — Дукак.

## Родина
- Радван (д/н—1113), султан Дамаску у 1095—1113 роках
- Дукак (д/н—1104), султан Алеппо у 1095—1104 роках
- Абу-Таліб
- Бахрам
- Бактак (1092—1104), султан Дамаску в 1104 році